# Phasmodes jeeba
Phasmodes jeeba är en insektsart som beskrevs av Rentz, D.C.F. 1993. Phasmodes jeeba ingår i släktet Phasmodes och familjen vårtbitare. IUCN kategoriserar arten globalt som sårbar. Inga underarter finns listade i Catalogue of Life.